# El Centro (Kalifornija)
El Centro je grad u američkoj saveznoj državi Kalifornija. Prema popisu stanovništva iz 2010. u njemu je živjelo 42,598 stanovnika.